# Mission Concepcion
La mission Concepcion est une mission fondée par les Franciscains espagnols en 1716, dans l'Est du Texas actuel. Leur église, achevée en 1755, constitue un exemple typique de l'architecture coloniale espagnole.